# The Rake's Progress
The Rake's Progress (La carrera del llibertí) és una òpera en tres actes i un epíleg d'Ígor Stravinski, composta entre el 1948 i el 1951 a partir d'un llibret de W.H. Auden i Chester Kallman.

## El llibret
El llibret, escrit per W.H. Auden i Chester Kallman, es basa lliurement en les vuit pintures i gravats titulats A Rake's Progress pintats entre el 1732 i 1733 per William Hogarth, que Stravinski havia vist el 2 de maig de 1947, en una exposició a Chicago.
La història tracta de la decadència i caiguda de Tom Rakewell que abandona Anne Trulove pels plaers de Londres en companyia de Nick Shadow, que resulta ser el diable. Després de diversos contratemps, tots ells iniciats per la tortuosa «ombra», Tom acaba a Bedlman, un hospital psiquiàtric del sud de Londres. La moralitat del conte és: «Per als cors, les mans i les ments inactives el diable sempre troba una feina a fer».

## Instrumentació
Stravinski va pensar la partitura per una orquestra de mida clàssica amb dues flautes (una de les quals es desdobla en piccolo), dos oboès (un es desdobla en corn anglès), dos clarinets, dos fagots, dues trompes, dues trompetes, timbales, campana, clavecí (o piano) i corda.

## L'estrena
L'estrena va tenir lloc al teatre La Fenice de Venècia, l'11 de setembre de 1951 dirigida per Stravinski.
Els personatges principals i els intèrprets de l'estrena van ser els següents:
| Personatge                     | Tipus de veu   | Repartiment de l'estrena (Director: Ígor Stravinski) |
| ------------------------------ | -------------- | ---------------------------------------------------- |
| Tom Rakewell, el llibertí      | tenor          | Robert Rounseville                                   |
| Anne Trulove, la seva promesa  | soprano        | Elisabeth Schwarzkopf                                |
| Nick Shadow, el diable         | baríton o baix | Otakar Kraus                                         |
| Baba the Turk, la dona barbuda | mezzo-soprano  | Jennie Tourel                                        |
| Father Trulove, el pare d'Anne | baix           | Raphaël Arié                                         |
| Sellem, un subhastador         | tenor          | Hugues Cuénod                                        |
| Mother Goose, una prostituta   | contralt       | Nell Tangeman                                        |
| Guardià de la casa de bojos    | baix           | Emanuel Menkes                                       |